# شلتون (واشینگتن)
شلتون (به انگلیسی: Shelton) شهری در شهرستان ماسون ایالت واشنگتن است که در سرشماری سال ۲۰۱۰ میلادی، ۹۸۳۴ نفر جمعیت داشته است. 